# Pop Is Dead
"Pop Is Dead" é uma canção da banda britânica Radiohead, lançada como single independente em 10 de maio de 1993, vários meses após seu álbum de estreia, Pablo Honey. Contém um riff de guitarra cromático e letras criticando a indústria musical. O videoclipe apresenta o vocalista, Thom Yorke, em um caixão.
"Pop Is Dead" alcançou a posição 42 na parada de singles do Reino Unido e recebeu críticas mistas. Anos depois, os membros do Radiohead disseram se arrepender de lançá-la.

## Música
"Pop Is Dead" é conduzido por um riff cromático tocado pelo guitarrista principal, Jonny Greenwood. Assim como no single anterior, "Anyone Can Play Guitar", a letra critica a mídia e a indústria musical. O vocalista, Thom Yorke, disse que escreveu a canção como "uma espécie de epitáfio para 1992".
O jornalista Mac Randall descreveu o lado B acústico "Banana Co." como "Beatlesque", com letras sugerindo uma aversão às corporações multinacionais. A versão elétrica de "Banana Co." foi posteriormente incluída no single "Street Spirit (Fade Out)", de 1996. Outro lado B, uma apresentação ao vivo da canção "Ripcord", do álbum Pablo Honey, foi gravada em um show do Town and Country Club, em Londres, em fevereiro de 1993, quando o Radiohead abriu para a banda Belly. A apresentação contém a frase: "Eles podem beijar minha bunda!"

## Videoclipe
O videoclipe foi dirigido por Dwight Clarke, baseado em um tratamento de Yorke. Nele, Yorke interpreta o personagem Pop como "um vampiro elegante em um caixão de vidro", acompanhado por outros membros da banda. De acordo com Dilly Gent, comissário de vídeos do grupo, "Tínhamos todo o fã-clube do Radiohead carregando-o através de Oxford Downs ... No início dos anos 90, provavelmente pensávamos que esses vídeos eram bons, mas olhando para eles agora, todos nós só queremos morrer". Stereogum comparou o vídeo aos da banda estadunidense Nirvana.
De acordo com Colin Greenwood, a gravadora EMI deu aos membros da banda um estilista e dinheiro para roupas: "Thom e Jonny foram a uma loja vintage em Covent Garden chamada Flip, Phil comprou um terno jeans branco, Ed comprou uma jaqueta prateada brilhante e eu comprei um terno que me fez sentir como se estivesse indo para uma entrevista de emprego. Parecíamos estar em quatro bandas diferentes".

## Recepção
"Pop Is Dead" alcançou a posição 42 na parada de singles do Reino Unido. Não foi lançada nos Estados Unidos.
"Pop Is Dead" foi incluída na reedição de Pablo Honey, de 2009. Ao analisar a reedição para a IGN, Finn White descreveu "Pop Is Dead" como uma "sátira do rock inteligente e bem-humorada". No entanto, Scott Plagenhoef, da Pitchfork, considerou-a "terrível". Em 2019, o jornalista musical Marc Hogan nomeou-a a pior canção do Radiohead. Anos após seu lançamento, o guitarrista Ed O'Brien chamou-a de "um erro hediondo", e o baterista Philip Selway disse que se arrependeu de lançá-la.

## Lista de faixas
1. "Pop Is Dead" – 2:13
2. "Banana Co." (acoustic) – 2:27
3. "Creep" (live) – 4:11
4. "Ripcord" (live) – 3:08

## Créditos
Radiohead
- Thom Yorke – vocal, guitarra
- Jonny Greenwood – guitarra, piano
- Colin Greenwood – baixo
- Ed O'Brien – guitarra, vocal de apoio
- Philip Selway – bateria

Equipe técnica
- Jim Warren – produção
- Radiohead – produção
- Barry Hammond – mixagem
- Rachel Owen – arte de capa
- Icon – design

## Posição nas paradas musicais
| Parada (1993)     | Melhor posição |
| ----------------- | -------------- |
| Reino Unido (OCC) | 42             |